# Задорожний Сергій Михайлович
Сергі́й Миха́йлович Задоро́жний (нар. 20 лютого 1976, Новоазовськ, СРСР) — український футболіст та тренер. Протягом кар'єри гравця виступав на позиції захисника у складі дніпропетровського «Дніпра», кременчуцького «Кременя», луганської «Зорі», тернопільської «Ниви» та низки інших українських клубів. У складі національної збірної України провів 6 поєдинків. Після завершення кар'єри працював тренером дніпродзержинської «Сталі» й тернопільської «Ниви». З жовтня 2020 року до червня 2023 року був спортивним директором «Ниви» Тернопіль. 

## Життєпис
По завершенню активних виступів перейшов на тренерську роботу. З вересня 2009 року очолював дніпродзержинську «Сталь», однак визначних успіхів з командою не досяг і у серпні 2010 року на тренерському містку команди його змінив Віктор Маслов. Після цього Задорожний виступав за ветеранську команду «Дніпра» та займався діяльністю футбольного агента, посприявши переходу до дніпропетровського клубу юніора запорізького «Металурга» Андрія Блізніченка.
16 липня 2018 призначений тренером новоствореного аматорського клубу «Дніпро 1918». У серпні 2019 року очолив теребовлянську «Ниву». З 2020 року став спортивним директором тернопільської «Ниви».Очолював «Ниву» в поєдинку «Металістом», а також з «Оболонню», який відбувся 6 жовтня 2021 року.
З жовтня 2022 року до квітня 2023 року був головним тренером «Ниви».

## Виступи за збірну
| 01. | 15.08.2001 | «Сконто», Рига            | Латвія — Україна   | 0-1 | Товариський матч         | 83' |  |  |  |
| 02. | 06.10.2001 | «Шльонськ», Хожув         | Польща — Україна   | 1-1 | Відбірковий матч ЧС-2002 | 83' |  |  |  |
| 03. | 21.03.2002 | «Нагай», Осака            | Японія — Україна   | 1-0 | Товариський матч         | 46' |  |  |  |
| 04. | 27.03.2002 | «Георге Хаджі», Констанца | Румунія — Україна  | 4-1 | Товариський матч         | 90' |  |  |  |
| 05. | 17.04.2002 | «Динамо», Київ            | Україна — Грузія   | 2-1 | Товариський матч         | 57' |  |  |  |
| 06. | 19.05.2002 | «Динамо», Москва          | Білорусь — Україна | 2-0 | Товариський матч         | 79' |  |  |  |

## Досягнення
Командні трофеї
- Бронзовий призер чемпіонату України (1): 2000/01
- Переможець першої ліги чемпіонату України (1): 2005/06
- Срібний призер першої ліги чемпіонату України (1): 2006/07
- Бронзовий призер першої ліги чемпіонату України (2): 1998/99, 2008/09
- Срібний призер групи «А» другої ліги чемпіонату України (1): 2007/08
- Брав участь у двох «бронзових» (1994/95, 1995/96) сезонах «Дніпра», однак провів у кожному з них всього по 1 грі, чого замало для отримання медалей
- Провів 3 матчі у чемпіонському (1999/2000) сезоні «Дніпра-2» та 1 матч у «бронзовому» (2000/01) сезоні «Дніпра-3» в другій лізі

Особисті здобутки
- У списках «33 найкращих футболістів України» (1): № 3 (2001)